# ニコラ・グラン

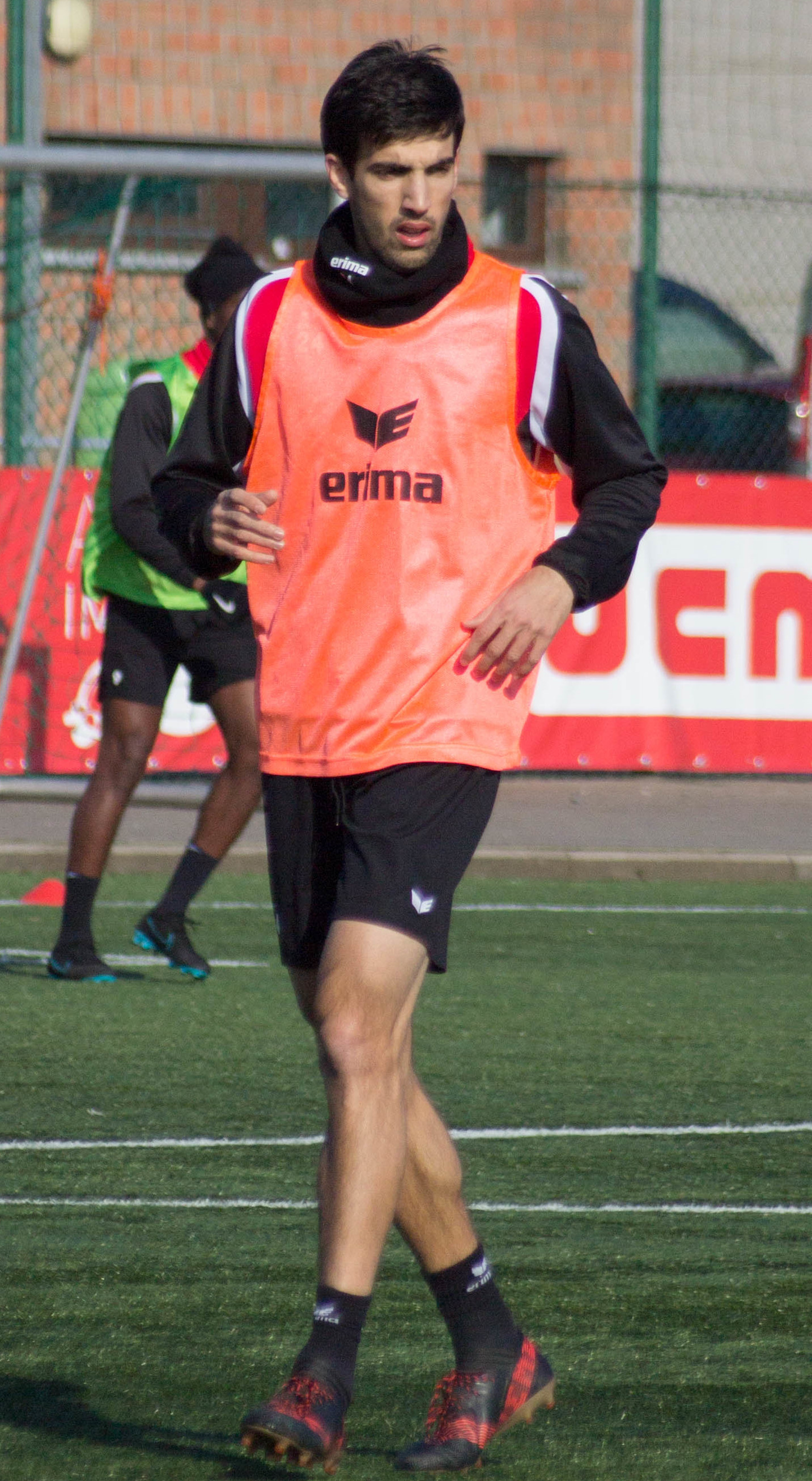
ニコラ・グラン

ニコラ・グラン（セルビア語: Никола Гулан、ラテン文字表記：Nikola Gulan、1989年3月23日 - ）はユーゴスラビア社会主義連邦共和国（現セルビア）・ベオグラード出身のサッカー選手。U-21セルビア代表。ハポエル・ハイファFC所属。ポジションはミッドフィールダー。

## 経歴
セルビアのパルチザン・ベオグラードの下部組織で育てられ、16歳のときにはUEFAカップにも出場し、若くしてヨーロッパの舞台を経験している。
2007年にイタリアセリエAのACFフィオレンティーナが保有権を購入。2008年の1月まではパルチザンに残り、同1月からはUCサンプドリアとの共同保有という形で渡伊。フィオレンティーナ、サンプドリアの両クラブ下部組織でテストされ、2008年の6月に入札の結果フィオレンティーナ側が全保有権を獲得、正式にフィオレンティーナの一員となった。フィオレンティーナでは、パルチザンでも共にプレーをしたステヴァン・ヨヴェティッチとの再会を果たす。
2009年2月に、2008-09シーズン終了までの間、ドイツのTSV1860ミュンヘンへローン移籍され、そこで3試合に出場した。
その後2009年の夏にエンポリFCにレンタル移籍し、24試合出場する。在籍時は本来ミッドフィールダーながらサイドバックをこなすなど、ポジションを試されていた。2010年にフィオレンティーナに復帰する。
2015年7月23日、セグンダ・ディビシオンのRCDマジョルカからジュピラー・プロ・リーグのロイヤル・エクセル・ムスクロンに移籍した。